# Zhinu (genre)
Genre
Zhinu est un genre d'araignées aranéomorphes de la famille des Tetragnathidae.

## Distribution
Les espèces de ce genre se rencontrent à Taïwan, en Corée du Sud et au Japon.

## Liste des espèces
Selon World Spider Catalog (version 19.0, 10/04/2018) :
- Zhinu manmiaoyangi Kallal & Hormiga, 2018
- Zhinu reticuloides (Yaginuma, 1958)

## Publication originale
- Kallal & Hormiga, 2018 : An expanded molecular phylogeny of metaine spiders (Araneae, Tetragnathidae) with description of new taxa from Taiwan and the Philippines. Invertebrate Systematics, vol. 32, no 2, 400-422.